# Edgar Ladenburg

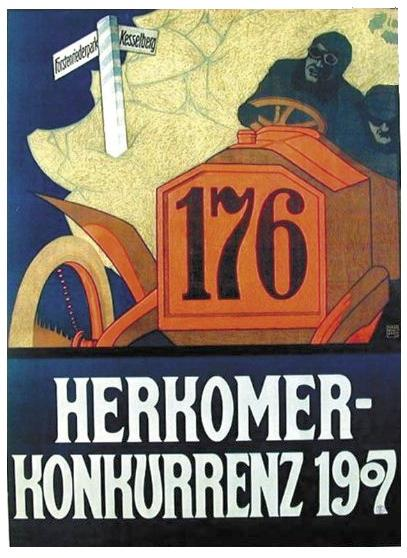
Herkomer Konkurrenz de 1907 (publicité d'Hans Rudi Erdt).

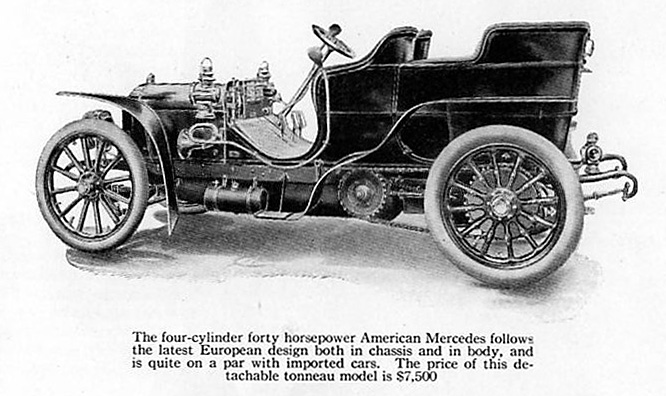
La Mercedes 40HP tourisme de 1905 (ici de fabrication américaine).

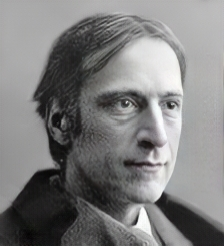
Le peintre Hubert von Herkomer, en 1900.

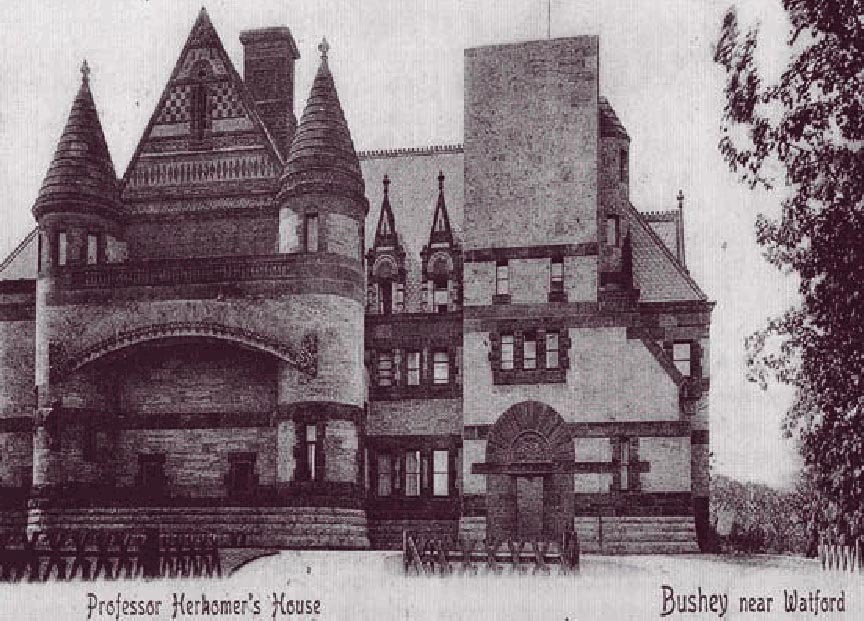
Lululaund en 1900 (premier château d'Hubert von Herkomer).

Edgar Ladenburg, né le 22 juillet 1878 et mort en 1941 (à 62 ans), était un pilote automobile allemand de voitures de tourisme sur Mercedes-Benz durant la deuxième moitié des années 1900, fils d'un banquier de Mannheim (grand-duché de Bade, famille Ladenburg).

## Biographie
Il remporte la première course considérée comme étant de Touring Car, la Herkomer Konkurrenz, organisée sur 937,1 kilomètres du 11 au 16 août 1905 avec un trajet Munich-Baden Baden-Nuremberg-Munich, à bord d'une Mercedes 40HP (compétition de 105 participants et 26 arrivants, due au Pr Hubert von Herkomer). Il termine encore 16e de l'édition 1907 en juin sur Benz, le vainqueur étant cette année-là Fritz Erle sur l'une des voitures Benz de son propre parc (161 partants et 109 arrivants, Ladenburg finissant personnellement 2e de l'étape du parc de Forstenrieder), puis 6e de la première Prinz Heinrich Tourenfahrt organisée en juin 1908, toujours sur Benz.
Le trophée remis pour une victoire dans la Herkomer Konkurrenz était très gros et très lourd -40 kilos d'argent sterling-; à ce jour encore, il est toujours considéré comme celui privé d'une compétition sportive ayant eu la plus grande valeur marchande. Cette œuvre d'art est réalisée uniquement par l'artiste anglo-allemand Hubert von Herkomer, le gagnant se voyant en outre portraituré à l'huile par von Herkomer. Il fut décidé après la victoire de Erle lors de la troisième édition que cette sculpture d'argent reviendrait définitivement à Edgar Ladenburg.
Ce dernier se porta acquéreur du Château de Notzing (de) en 1912.

## Liens externes

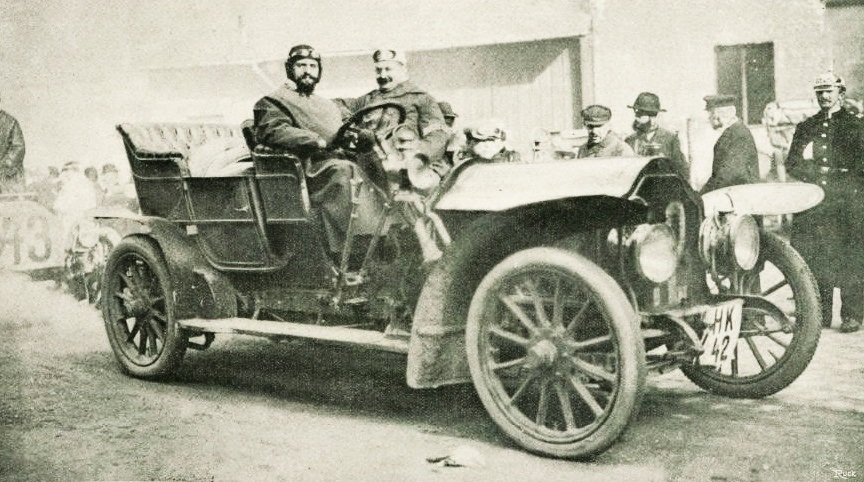
Marc Sorel, premier français classé à l'Herkomer Konkurrenz, en 1906 sur Lorraine-Dietrich.